# Patrik Lančarič
Patrik Lančarič (* 27. července 1972 Modra) je slovenský divadelní a filmový režisér, scenárista a pedagog, od září 2017 umělecký šéf Městského divadla Zlín.

## Studia, divadelní režisér
V roce 2000 absolvoval obor divadelní režie na Vysoké škole múzických umění v Bratislavě. Kromě VŠMU v Bratislavě učil ještě na Divadelní fakultě Akademie múzických umění v Praze (DAMU).
V letech 2002 až 2004 byl uměleckým šéfem činohry Státního divadla Košice, od roku 2004 pracoval jako nezávislý režisér na volné noze. Na Slovensku pravidelně spolupracoval se státními i nezávislými profesionálními divadly (Slovenské národní divadlo, Divadlo Astorka Korzo '90, Státní divadlo Košice, Slovenské komorné divadlo Martin či Štúdio L+S). Spolupracoval také s mnoha evropskými divadly – např. v Německu (Thalia Theater Hamburg, Schauspiel Frankfurt), Norsku, Estonsku, Litvě, Polsku, Velké Británii, Švýcarsku, Nizozemsku, Portugalsku, Lucembursku a České republice.
Od září 2017 se stal uměleckým šéfem Městského divadla Zlín, jelikož se předchozí umělecká šéfka Hana Mikolášková rozhodla post opustit z osobních důvodů a na vlastní žádost. Již před svým nástupem do funkce uměleckého šéfa režíroval ve Zlíně hry Agent František ve službách Sherlocka Holmese (autoři Hugo Vavrečka a Peter Pavlac, premiéra 2014) a Já, Baťa (autor Peter Pavlac, premiéra 2017). V roce 2018 pak měly v divadle premiéru tři hry pod jeho režijním vedením: Drahá legrace (autor Francis Veber), Testosteron (autor Andrzej Saramonowicz) a Masaryk/Štefánik (autor Peter Pavlac).

## Filmový režisér a scenárista
V rámci filmu se uplatnil jako režisér v případě snímku Rozhovor s nepřítelem (2007), společně s renomovaným dánským scenáristou Jannikem Tai Mosholtem je též podepsaný pod hraným filmem Runnig head. Z pozice režiséra a scenáristy pak vytvořil dokumenty Ladislav Chudík (2008) o slovenském herci Ladislavu Chudíkovi, Hrana (2014) a Hrana Rockument (2015) o slovenském hudebním skladateli a zpěvákovi Markovi Brezovském a Válek (2018) o slovenském básníkovi a politikovi Miroslavu Válkovi.